# 第1届北京电影学院学院奖
第1届北京电影学院学院奖是北京电影学院为了表彰本校毕业生在1992年电影（包括1992年创作完成，1993年上映的影片）创作中的突出成绩而主办的奖项。奖项没有开幕式红毯，没有主席，没有评委会，没有奖杯，只是由各专业院系按项提名，全校的教授和副教授们每人一票评选出获奖名单。1993年的3月6日上午举行投票表决，至11点50分全部获奖名单产生。时任广播电影电视部副部长田聪明、 学校领导吴印咸为学院奖颁奖仪式揭幕。

## 获奖名单
| 奖项名称 | 获奖名单                             |
| -------- | ------------------------------------ |
| 最佳影片 | 《秋菊打官司》                       |
| 最佳导演 | 张艺谋《秋菊打官司》                 |
| 最佳编剧 | 谢飞《香魂女》                       |
| 最佳表演 | 曹翠芬《杂嘴子》、《大红灯笼高高挂》 |
| 最佳摄影 | 顾长卫《菊豆》                       |
| 最佳录音 | 李岚华《菊豆》                       |
| 最佳美术 | 佟华苗《秋菊打官司》                 |